# Thuyết Uyển
Thuyết Uyển (tiếng Trung: 說苑; Việt bính: Syut3 Jyun2; Bạch thoại tự: Soat-oán), là một tuyển tập các câu chuyện tạp sự và truyền thuyết từ thời tiền Tần cho tới thời Tây Hán. Được viết bởi Lưu Hướng (劉向; 77 TCN — 6 TCN) và được Tằng Củng (曾鞏; 1019—1083) đời nhà Tống xem xét, bộ sách gồm 20 quyển, bao gồm các điển tích và truyền thuyết, kèm theo lời bình của tác giả, phản ánh tư tưởng, quan niệm của Nho gia. Trong bộ Tứ khố toàn thư (四庫全書), nó nằm trong danh mục văn Nho. Cuốn sách thậm chí còn bao gồm nhiều phiên bản của cùng một câu chuyện giống nhau, khiến cho nó trở thành một nguồn tư liệu quý giá cho việc tìm hiểu văn tự tiền sử cổ đại.

## "Những câu vàng ngọc"
Thuyết uyển • Đàm tùng thiên (說苑•談叢篇)
1. Con mà bất hiếu thì không phải con ta. Người mà bất tín thì không phải bạn ta. (子不孝，非吾子也；交不信，非吾友也。)
2. Ăn vào miệng mà bách tiết (đốt xương) phì nộn, tưới vào cây mà cành lá xum xuê. Cây bị thương thì cành lá khô héo, rễ cây sâu thì ngọn cũng dày. (食其口而百節肥，灌其本而枝葉茂；本傷者枝槁，根深者末厚。)
3. Theo thiện thì đắc đạo, theo ác thì thất đạo. (為善者得道，為惡者失道。)
4. Ác ngữ bất xuất khẩu, cẩu ngôn bất lưu nhĩ. (惡語不出口，苟言不留耳。)
5. Lực thắng bần, cẩn thắng hoạ, thận thắng hại, giới thắng tai. (力勝貧，謹勝禍，慎勝害，戒勝災。)